# Demodex brevis
Espèce
Demodex brevis est une espèce d'acariens microscopiques de la famille des Demodecidae et qui vivent dans les glandes sébacées de la peau humaine. 

## Description
Proche de Demodex folliculorum, Demodex brevis s'en distingue par sa taille plus petite (environ 0,2 mm) et sa préférence pour les glandes sébacées profondes, notamment sur le visage (nez, front, joues) et parfois sur la poitrine ou le cou.
Ces acariens sont généralement inoffensifs et font partie du microbiome naturel de la peau. Cependant, en cas de prolifération excessive, ils peuvent être impliqués dans certaines affections cutanées comme la rosacée, la dermatite séborrhéique ou l’acné. Leur présence peut être favorisée par une peau grasse, un affaiblissement du système immunitaire ou certains déséquilibres hormonaux.

## Systématique
Le nom valide complet (avec auteur) de ce taxon est Demodex brevis Akbulatova (d), 1963.
Demodex brevis a pour synonyme :
- Demodex folliculorum brevis Akbulatova, 1963